# Вахидин Мусемич
Вахидин Мусемич (сербохорв. Vahidin Musemić, 29 жовтня 1946, Яня — 30 червня 2023) — югославський футболіст, що грав на позиції нападника за клуби «Сараєво» та «Ніцца», а також національну збірну СФРЮ.

## Клубна кар'єра
У дорослому футболі дебютував 1965 року виступами за команду «Сараєво», в якій провів дев'ять сезонів, взявши участь у 163 матчах чемпіонату.  У складі «Сараєва» був одним з головних бомбардирів команди, маючи середню результативність на рівні 0,45 гола за гру першості.
1974 року перебрався до Франції, ставши гравцем «Ніцци». Протягом наступних двох років був гравцем основного складу, взявши участь у 42 іграх, після чого завершив ігрову кар'єру.

## Виступи за збірну
1968 року дебютував в офіційних матчах у складі національної збірної СФРЮ.
У складі збірної був учасником чемпіонату Європи 1968 року в Італії, де взяв участь у всіх трьох іграх своєї команди, яка здобула «срібло» континентальної першості.
Загалом протягом трирічної кар'єри у національній команді провів у її формі 17 матчів, забивши 9 голів.

## Титули і досягнення
- Чемпіон Югославії: 1966-67
- Віце-чемпіон Європи: 1968